# Alar Laneman

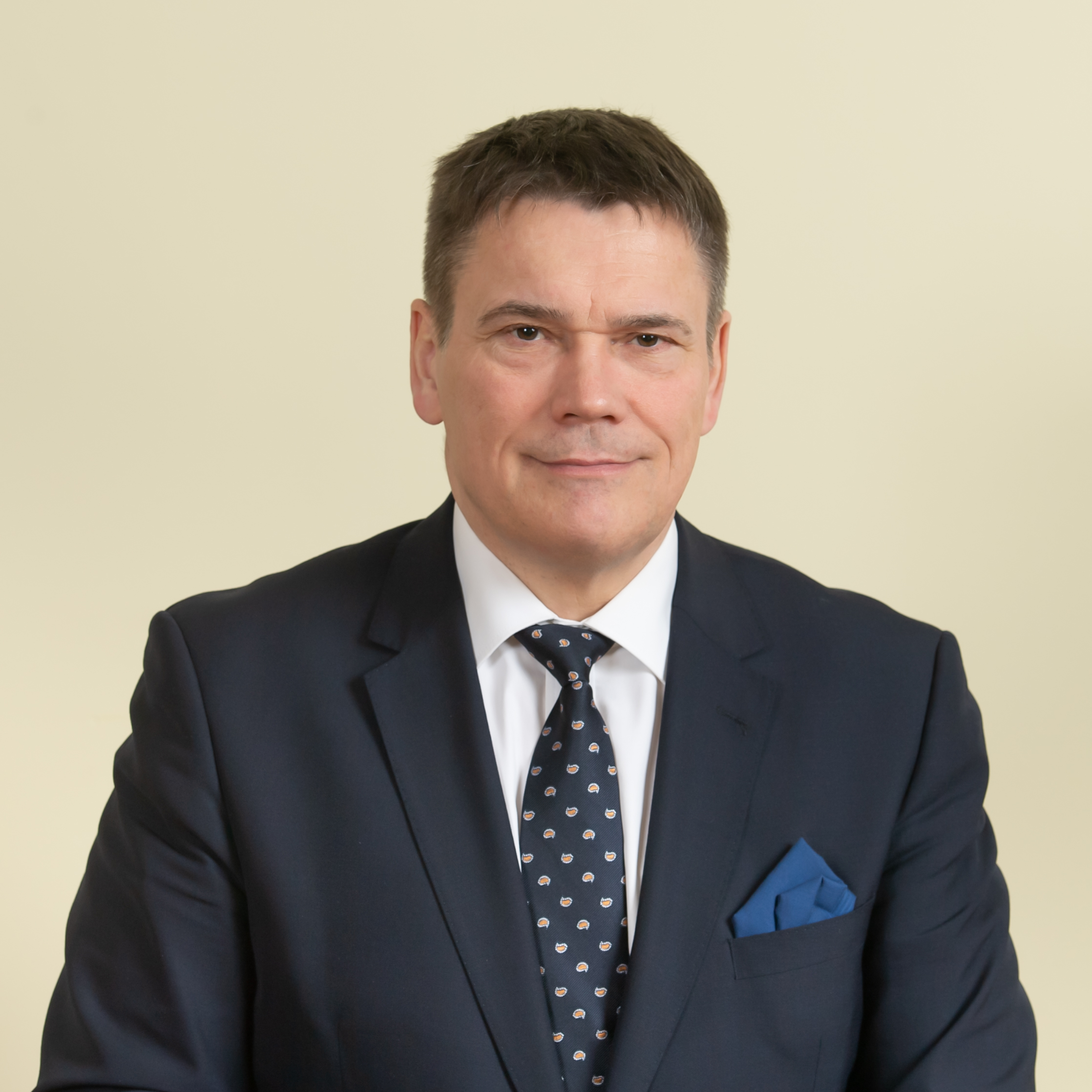
Alar Laneman (2019)

Alar Laneman (* 6. Mai 1962 in Vändra) ist ein estnischer Politiker und Brigadegeneral a. D., der bis Dezember 2008 operativer Befehlshaber der estnische Streitkräfte war. Vom 18. November 2020 bis zum 26. Januar 2021 war er kurzzeitig Innenminister der Republik Estland.

## Leben
Im Jahr 1980 absolvierte Laneman sein Abitur in Pärnu und besuchte anschließend eine Militärakademie in Tallinn.

### Militärische Laufbahn
Beförderungen
estnische Streitkräfte
- Hauptmann (1992)
- Major (1994)
- Oberstleutnant (1998)
- Oberst (2002)
- Brigadegeneral (2005)

Alar Laneman diente von 1981 bis 1991 bei der Roten Armee und schloss sich dann den in Neuaufstellung befindlichen estnischen Streitkräften an. Von 1992 bis 1994 diente er beim Kalevi-Infanteriebataillon (zuletzt als dessen Kommandeur). Hierauf folgte im Jahr 1994 ein Auslandseinsatz. Zwischen 1995 und 1998 war er der erste Kommandant des gemeinsamen baltischen Bataillons (BALTBAT). Von 1998 bis 2001 besuchte Laneman ein Aufbaustudium an der schwedischen Militärakademie.
In den Jahren 2001 bis 2002 war er Stabschef des Heeres – von 2002 bis 2007 Stabschef der Streitkräfte. Auf diesem Posten wurde er im Jahr 2005 zum Brigadegeneral befördert. Nach der Tätigkeit als Stabschef der Streitkräfte folgte ein weiteres Auslandsstudium (am Royal College of Defence Studies), nach dessen Abschluss Alar Laneman als operativer Befehlshaber der estnischen Streitkräfte eingesetzt wurde. Bei einer Umstrukturierung zum 1. Januar 2009 wurde dieser Posten abgeschafft – Laneman schied darauf auf eigenen Wunsch aus dem aktiven Dienst aus und ist seitdem Reserveoffizier.

### Tätigkeit in der Politik
Nach dem Ausscheiden aus dem Militärdienst begann sich Laneman zunächst in der Lokalpolitik in Paikuse und Pärnu zu engagieren. Zudem war er von 2011 bis 2019 als Grundschullehrer in Sauga tätig. Bei der Parlamentswahl 2019 trat er als Kandidat der Estnischen Konservativen Volkspartei (EKRE) an. Im Wahlkreis Pärnu gelang es ihm mit 673 Wählerstimmen, einen Parlamentssitz im Riigikogu zu erringen. Nach dem Rücktritt von Mart Helme wurde er im November 2020 als neuer Innenminister im Kabinett Ratas II berufen. Diesen Posten hatte er nur kurzzeitig bis zur Ablösung der Regierung am 26. Januar 2021 inne.
Bei der folgenden Wahl 2023 konnte er 1.802 Wählerstimmen auf sich vereinen. Damit gelang ihm der Wiedereinzug ins Parlament. Nach innerparteilichen Querelen verließ er im Juni 2024 die EKRE, der er seit 2019 angehört hatte. Laneman gehörte dem Parlament daraufhin kurzzeitig als partei- und fraktionsloser Abgeordneter an. Im Juli 2024 schloss er sich der Reformpartei an.

### Privates
Alar Laneman ist verheiratet und Vater von drei Töchtern. Zu seinen Hobbys zählen u. a. Tennis und Jagen.